# 15 км (зупинний пункт, Донецька дирекція Донецької залізниці)
15 кіломе́тр — пасажирська зупинна залізнична платформа Донецької дирекції Донецької залізниці.
Розташована на сході Горлівки, Калінінський район, Донецької області. Платформа розташована на лінії Горлівка — Вуглегірськ між станціями Байрак (6 км) та Вуглегірськ (5 км).
Через військову агресію Росії на сході Україні транспортне сполучення припинене, водночас керівництво так званих ДНР та ЛНР заявляло про запуск електропоїзда сполученням Луганськ — Ясинувата, що підтверджує сайт Яндекс.